# Les Neyrolles
Les Neyrolles är en kommun i departementet Ain i regionen Auvergne-Rhône-Alpes i östra Frankrike. Kommunen ligger  i kantonen Nantua som ligger i arrondissementet Nantua. Kommunens areal är 9,5 km². År 2022 hade Les Neyrolles 623 invånare.

## Befolkningsutveckling
Antalet invånare i kommunen Les Neyrolles
Referens: INSEE